# Paul Herman Buck
Paul Herman Buck (né le 25 août 1899 à Columbus, Ohio – mort le 23 décembre 1978 à Cambridge, Massachusetts) est un historien américain. Il remporte le prix Pulitzer d'histoire en 1938, pour l'ouvrage The Road to Reunion, 1865-1900 (1937) et est devenu le premier provost de l'université Harvard en 1945.

## Biographie
Paul Herman Buck naît à Columbus, dans l'Ohio, le 25 août 1899. Il obtient son Bachelor's degree en 1921 et un master en 1922 à l'université d'État de l'Ohio. Il intègre la Kappa Sigma Fraternity pendant ses études. En 1922, il publie son premier livre, Evolution of the National Parks System. Il obtient un second master à Harvard en 1924. Après un an passé en Grande-Bretagne et en France à la faveur d'une bourse, il intègre en 1926 Harvard, où il enseigne l'histoire. Il obtient son doctorat, sous la direction d'Arthur Meier Schlesinger en 1935 et devient assistant professor d'histoire américaine à Harvard en 1936. Il est nommé vice-doyen (associate dean) de la faculté en 1938, Associate Professor en 1939, et devient le doyen de la faculté en 1942. le 15 octobre 1945, il devient le premier provost, fonction qu'il occupe jusqu'en1953. En 1955, il devient professeur d'histoire, titulaire de la chaire Francis Lee Higginson Professor of History puis, en 1958  il a la chaire Carl H. Pforzheimer University Professor. Entre 1955 et 1964, il dirige la bibliothèque de l'université.
Il est élu membre de l'American Antiquarian Society en 1955.
Il est mort le 23 décembre 1978 à Cambridge, dans le Massachusetts.

## Publications
Professeur d'histoire à Harvard, Paul Herman Buck s'implique dans des recherches sur la période de la Reconstruction américaine. il remporte en 1938 le prix Pulitzer d'histoire pour The Road to Reunion, 1865-1900, publié l'année précédente. L'ouvrage traite de la période qui suit la Guerre civile américaine, la réorganisation de l'histoire politique et plus particulièrement gouvernementale au cours de cette période, et la difficile réconciliation entre les États du nord victorieux, et les États du Sud dont l'économie basée sur les plantations et le recours à l'esclavage doit se réorganiser, autour de l'émergence de nouvelles personnalités politiques.
Il a également publié The Role of Education in American History en 1957, et Libraries & Universities: Addresses and Reports en 1964.